# Boliche nos Jogos Olímpicos de Verão de 1988
O boliche nas Olimpíadas de Verão de 1988 foi um esporte de exibição e nesses Jogos foi disputado pela primeira, e até agora única, vez.
No total 24 jogadores de boliche de dez pinos, 12 homens e 12 mulheres, de 21 nações, competiram no torneio que foi realizado em 18 de setembro no Royal Bowling Center de Seul.

## Preparativos
O Conselho Executivo do COI adotou o boliche como um esporte de demonstração em janeiro de 1986 e o comitê de organização criou uma seção de operações para a competição de boliche em novembro de 1987. A Operação Boliche foi ativada em março de 1988.
A hierarquia organizacional da operação incluía o comissário, o secretário-geral, um diretor, dois gerentes e nove oficiais. A sede da operação mudou seus escritórios para o Royal Bowling Center em 24 de junho. Logo depois, completou sua equipe de 137 pessoas, incluindo funcionários do comitê, voluntários, 91 funcionários de apoio, 55 funcionários especializados e um funcionário temporário.
Um ensaio geral foi realizado em 9 de setembro. O Royal Bowling Center, com 24 pistas, está localizado a cerca de 20 quilômetros da Vila Olímpica. Nenhum local de treinamento foi designado separadamente. De acordo com as especificações definidas pela Federação Internacional de Boliche, 91 unidades de 24 itens, incluindo 50 conjuntos de pinos, foram garantidas para sediar as competições, enquanto alguns instrumentos usados nos Jogos Asiáticos de Seul também foram utilizados.

## Competição
As preliminares foram disputadas pela manhã do dia 18 de setembro de 1988. 12 competidores masculinos e 12 atletas femininas competiram em pontos corridos de 11 rodadas.
De tarde aconteceram os confrontos finais. Os três primeiros colocados de cada gênero disputaram o primeiro lugar por meio de um método de competição por escada. Três membros da Federação Internacional de Boliche arbitraram as competições.
Carol Gianotti, da Austrália, ex-campeã múltipla da Liga Profissional de Boliche, competiu, mas não logrou êxito na conquista de medalhas. Todos os 1.000 ingressos para o evento foram vendidos somente na Coreia do Sul.

## Evento masculino
O sulcoreano Kwon Jong Yul se qualificou em segundo lugar nas preliminares, mas nas finais superou Loke Chin, de Cingapura, e conquistou o ouro. O terceiro lugar ficou com Tapani Peltola, da Finlândia.

## Evento feminino
A filipina Arianne Cerdeña confirmou a primeira colocação das preliminares e conquistou a medalha de ouro, superando a japonesa Atsuko Asai que ficou com a prata e a finlandesa Annikki Maattola que completou o pódio com a medalha de bronze.

## Resultados
| Modalidade        | Medalha de ouro                 | Medalha de prata                  | Medalha de bronze              |
| ----------------- | ------------------------------- | --------------------------------- | ------------------------------ |
| Torneio masculino | Kwon Jong-Yul KOR Coreia do Sul | Jack Wong Loke Chin SIN Singapura | Tapani Peltola FIN Finlândia   |
| Torneio feminino  | Arianne Cerdeña PHI Filipinas   | Atsuko Asai JPN Japão             | Annikki Maattola FIN Finlândia |

## Colocação final do torneio masculino[4]
1.°  KOR Kwon Jong-Yul

2.°  SGP Jack Wong Loke Chin

3.°  FIN Tapani Peltola

4.°  FRA Philippe Dubois

5.°  JPN Kanesumi Mori

6.°  USA Mark Lewis

7.°  PUR Luis Valdez

8.°  TPE Cheng Tsung-Cheng

9.°  BRA Walter Costa

10.° FRG Wolfgang Strupf

11.° SWE Christer Danielsson

12.° ARG Marcos Brosens

## Colocação final do torneio feminino[5]
1.°  PHI Arianne Cerdeña

2.°  JPN Atsuko Asai

3.°  FIN Annikki Maattola

4.°  CAN Jane Amlinger

5.°  NOR Mette Hermansen

6.°  VEN Gabriela Bigal

7.°  USA Debbie McMullen

8.°  GBR Kimberley Coote

9.°  NED Annemiek Dagelet

10.° MEX Edda Piccini

11.° AUS Carol Giannotti

12.° KOR Song Kyung-Mi

## Quadro de medalhas
| Ranking | País          | Medalha de ouro | Medalha de prata | Medalha de bronze | Total |
| ------- | ------------- | --------------- | ---------------- | ----------------- | ----- |
| 1.°     | Filipinas     | 1               | 0                | 0                 | 1     |
| 1.°     | Coreia do Sul | 1               | 0                | 0                 | 1     |
| 3.°     | Japão         | 0               | 1                | 0                 | 1     |
| 3.°     | Singapura     | 0               | 1                | 0                 | 1     |
| 5.°     | Finlândia     | 0               | 0                | 2                 | 2     |
| Total   | 5 países      | 2               | 2                | 2                 | 6     |

## Consequências
A indústria do boliche fez lobby, sem sucesso, para que o boliche fosse reconhecido como um esporte para os futuros Jogos. O COI alegou para a não inclusão do esporte como disciplina Olímpica que "não é fácil para os jovens dos países de terceiro mundo desenvolverem competências no boliche.

## Competição internacional fora das Olimpíadas
Nos Jogos Pan-americanos de 1983, em Caracas, na Venezuela, o boliche foi disputado também como esporte de exibição, de maneira semelhante a que foi realizada cinco anos depois, em Seul.
Como o resultado da experiência, em 2 de agosto de 1991, em Havana, Cuba, o esporte ganhou status de competição oficial na 11.ª edição dos Jogos Pan-Americanos. A competição por medalhas foi realizada em todos os Jogos Pan-Americanos desde então.